# Manisaspor
A Manisaspor egy török labdarúgócsapat.

## Jelenlegi keret
| # |        | Poszt | Név                |
| - | ------ | ----- | ------------------ |
|   | török  | K     | Egemen Gençalp     |
|   | török  | K     | Ufuk Ceylan        |
|   | török  | K     | Bulut Basmaz       |
|   | török  | V     | Yalçın Ayhan       |
|   | török  | V     | Ümit Bozkurt       |
|   | török  | V     | Stéphane Borbiconi |
|   | török  | V     | Ufukhan Bayraktar  |
|   | Guinea | V     | Oumar Kalabane     |
|   | török  | V     | Hüseyin Tok        |
|   | török  | V     | Burak Denizli      |
|   | török  | V     | Erman Bulucu       |
|   | török  | V     | Enes Erciyas       |
|   | Brazil | V     | Allyson            |
|   | török  | V     | Yiğit Gökoğlan     |
|   | német  | KP    | Sezer Öztürk       |
|   | török  | KP    | Güven Varol        |
|   | török  | KP    | Serkan Akın        |
|   | török  | KP    | Güven Güneri       |
|   | svájc  | KP    | İlker Tuğal        |

| # |                     | Poszt | Név                 |
| - | ------------------- | ----- | ------------------- |
|   | török               | KP    | Samet Kılıç         |
|   | török               | KP    | Metin Akan          |
|   | Bosznia-Hercegovina | KP    | Vlastimir Jovanović |
|   | török               | KP    | Mustafa Aşan        |
|   | török               | KP    | Metin Akan          |
|   | török               | KP    | Okan Koç            |
|   | török               | KP    | Sinan Özkan         |
|   | török               | KP    | Hüseyin Tok         |
|   | török               | KP    | Ilhan Var           |
|   | török               | CS    | Ahmet Aras          |
|   | török               | CS    | Adem Büyük          |
|   | Ausztria            | CS    | Muhammet Akagündüz  |
|   | Ausztrália          | CS    | Ersan Gülüm         |
|   | Dánia               | CS    | Thomas Dalgaard     |
|   | török               | CS    | Tuncay Süren        |
|   | német               | CS    | Cenk İşler          |
|   | török               | CS    | Sinan Özkan         |
|   | török               | CS    | Mehmet Kengel       |
|   | török               | CS    | Rafael Mariano      |

## Külső hivatkozások
- Hivatalos honlap (törökül)
- Soccerway (angolul)